# Javier Busto

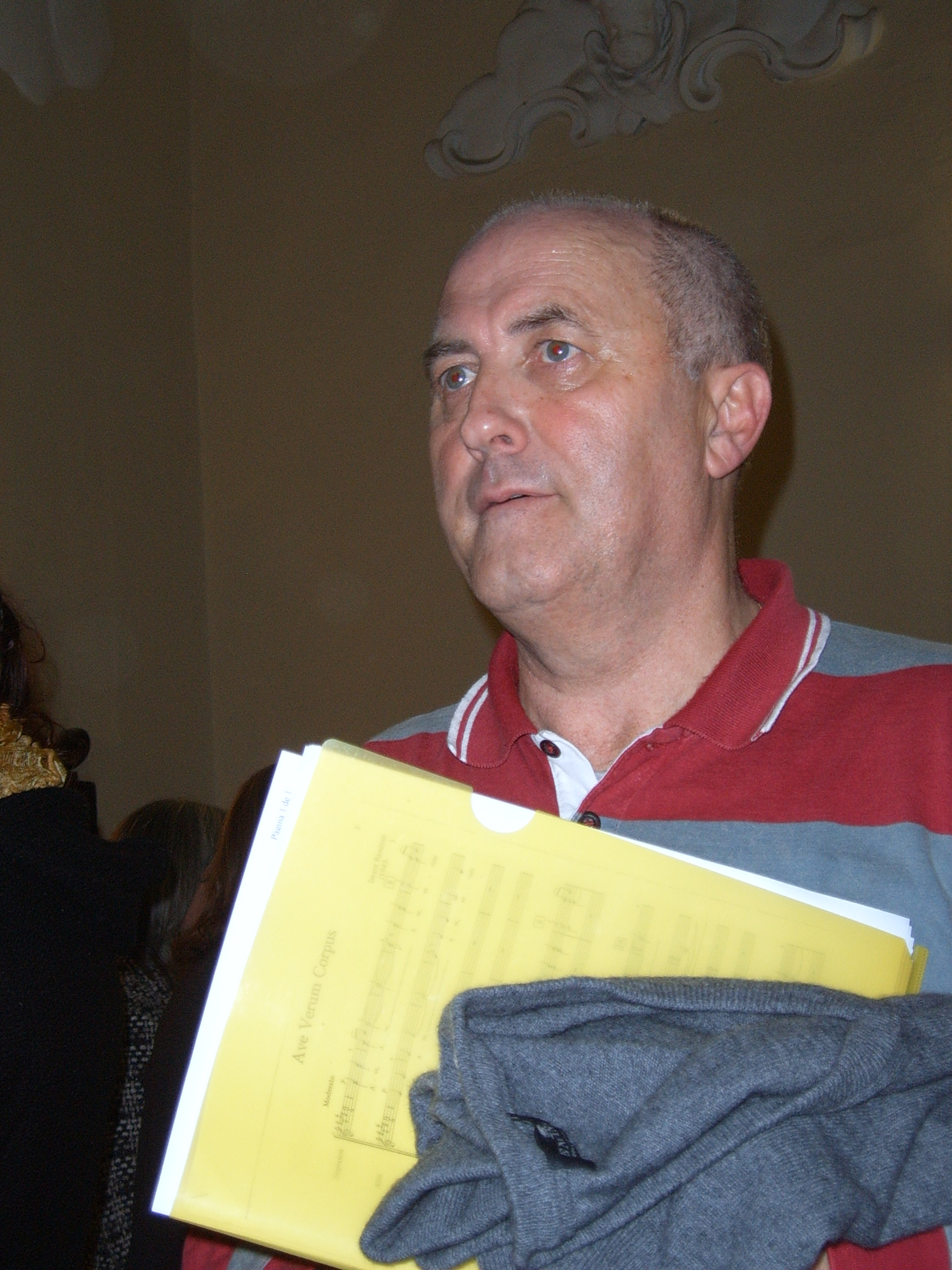

Javier Busto Sagrado, född 1949 i Hondarribia i Baskien, Spanien, är en spansk tonsättare.

## Verk
Bustos kompositioner finns publicerade i Sverige, Tyskland, Spanien och USA.

### SATB
- Ave Maria
- Ave Maris Stella
- O Sacrum Convivium
- Laudate Pueri
- Pater Noster
- Ave Verum Corpus
- The Lord Is My Shepherd
- Zutaz (divisi, a cappella)

### Diskantarrangemang
- Magnificat
- Popule Meus
- Laudate Dominum
- Salve Regina

### SSAA
- Bustapi
- Ave Maria Gratia Plena
- Hodie Christus Natus Est[2]

### TTBB
- Cuatro cantos penitenciales